# 中山手通
中山手通（なかやまてどおり）は、兵庫県神戸市中央区の町名。現行行政地名は中山手通一丁目から中山手通八丁目。郵便番号650-0004。

## 地理
中央区西部市街地北寄りの東西に長い範囲にあたる。東から順に一～八丁目が設置されている。区の中心部から南西部。事務所ビル・商店・飲食店・集合住宅・一戸建住宅が立ち並ぶ住宅・商業地域。
東は加納町、南は東から順に北長狭通・下山手通、西は楠町、北は西から順に兵庫区矢部町・楠木谷町、中央区再度筋町・山本通に隣接する。

### 地価
住宅地の地価は、2014年（平成26年）1月1日の公示地価によれば、中山手通6-4-30の地点で36万8000円/m2となっている。

## 交通

### 鉄道
町内に鉄道駅はない。

### バス
中山手通3丁目停留所が所在する。
| 系統 | 起点                   | 経由バス停             | 終点     |
| ---- | ---------------------- | ---------------------- | -------- |
| 7    | 市民福祉交流センター前 | 元町駅前 楠谷町 新開地 | 神戸駅前 |

### 道路
- 東門筋、西門筋、北野坂、ハンター坂、不動坂[3]

## 歴史
明治6年（1873年）山手に新道が完成。明治7年（1874年）に神戸町のうち生田宮町・中宮町・花隈町・北野町・宇治野町・神戸1番組の各一部から成立。明治中期～昭和6年は「神戸」を冠称し神戸中山手通の名前だった。はじめ六丁目までだったが、すぐに七丁目ができた。大正3年に八丁目ができた。はじめ神戸町、明治12年（1879年）より神戸区、明治22年（1889年）より神戸市、昭和6年（1931年）より同市神戸区、昭和20年（1945年）より同市生田区、昭和55年（1980年）より同市中央区に所属。

### 沿革
- 明治11年（1878年）：上山手通一～六丁目の一部を編入。
- 明治22年（1889年）：頌栄保母伝習所設立。
- 明治25年（1892年）：在日中国人貿易商呉錦堂[4][5]らによって黄檗宗長楽寺を大阪府布施村より移転、中国風の建築で「南京寺（なんきんでら）」と呼ばれた。
- 明治26年（1893年）：キリスト教主義による神戸孤児院設立。聖ミカエル教会移転。
- 明治27年（1894年）：下山手通一～六丁目の一部を編入。
- 明治34年（1901年）：神戸中華同文学校設立。
- 大正3年（1914年）：宇治野町の一部を編入、八丁目とする。
- 大正9年（1920年）：海洋気象台（後の神戸海洋気象台、現在の神戸地方気象台）設置。
- 大正11年（1922年）：神戸市電山手線開通。
- 大正12年（1923年）：中山手カトリック教会移転。
- 大正14年（1925年）：パルモア女子英学院（現・啓明学院中学校・高等学校）設立。
- 昭和10年（1935年）：日本初の回教寺院神戸モスク完成。
- 昭和15年（1940年）：パルモア女子英学院が啓明女学院と改称。
- 昭和16年（1941年）：元神戸市長小寺謙吉邸を神戸市が買収、相楽園として開放。
- 昭和17年（1942年）：キリスト教主義による神戸孤児院が神戸真生塾となる。
- 昭和20年（1945年）：長楽寺・聖ミカエル教会戦災で焼失。
- 昭和21年（1946年）：聖ミカエル国際学校設立。
- 昭和22年（1947年）：中国人有志により長楽寺跡に関帝廟を造営。
- 昭和25年（1950年）：頌栄保母伝習所が頌栄短期大学となる。神戸女子短期大学創立。
- 昭和54年（1979年）：頌栄短期大学が東灘区へ移転。
- 昭和38年（1963年）：相楽園に旧ハッサム住宅を移築。
- 昭和55年（1980年）：北長狭通一～八丁目・下山手通一～九丁目の各一部を編入、一部が加納町一～六丁目・下山手通一～九丁目となる。相楽園に姫路藩主の船屋形を移築。
- 昭和58年（1983年）：啓明女学院が須磨区へ移転。
- 平成7年（1995年）：阪神・淡路大震災により中山手カトリック教会が倒壊、跡地にはカトリック神戸中央教会が建つ。
- 平成11年（1999年）：神戸海洋気象台が脇浜海岸通へ移転。
- 平成30年（2018年）：中山手通一丁目および二丁目（市道長田楠日尾線以南の地域）が暴力団排除条例の改正に伴い暴力団排除特別強化地域に指定[6]。

## 人口統計
- 第18回国勢調査（2005年10月1日現在）での世帯数3,991、人口7,542、うち男性3,449人、女性4,093人[7]。
- 昭和63年（1988年）の世帯数3,912・人口9,360[8]。
- 昭和35年（1960年）の世帯数4,126・人口1万5,350[8]。
- 大正9年（1920年）の世帯数3,966・人口1万7,846[8]。
- 明治25年（1892年）の戸数559・人口2,155[8]。

### 施設
一丁目
- 神戸中山手郵便局
- カトリック神戸中央教会
- 東門筋

二丁目
- 神戸市立北野地域福祉センター
- 第一グランドホテル
- 神戸女子大学三宮キャンパス
- 神戸モスク
- 在神戸大韓民国総領事館（朝鮮語版）
- NHK神戸放送局
- 神戸税務署
- 生田警察署
- 仁愛幼稚園

三丁目
- 聖ミカエル国際学校
- 日本たばこ産業株式会社神戸支店

四丁目
- 神戸市教育会館
- 兵庫県教育会館
- ひょうご共済会館
- 神戸市立こうべ小学校

五丁目
- 相楽園
  - 神戸市立相楽園会館
- PL教団神戸中央教会
- 四宮神社

六丁目
- 神戸中華同文学校
- 神戸華僑幼稚園
- 生田文化会館
- 兵庫県神戸総合庁舎・神戸県民センター
- 聖ミカエル保育園

七丁目
- 宇治川公園
- 熊野神社
- 神戸市立山の手小学校
- 関帝廟
- 兵庫県立産業会館
- 神戸真生塾
- 大栄寺 - 天台真盛宗の仏教寺院。
- 大願寺 - 浄土真宗本願寺派の仏教寺院。
- 正教寺 - 浄土真宗本願寺派の仏教寺院。
- 中山手公園

八丁目
- 徳照寺 - 浄土真宗本願寺派の仏教寺院。
- 市営中山手住宅「新中山手住宅と改名中」
- 神戸市立清風公民館（別館）
- 中山手墓地（管理：神戸市）
- 宇治川

## 出身・ゆかりのある人物
- 生島五郎兵衛（兵庫県多額納税者[9]、地家主、土地家屋貸付業） - 栄町通2丁目に居住する地家主で、別宅が中山手通4丁目にあった[10]。地家主・生島勝次、生島嘉蔵の父。
- 今井嘉幸（法学博士、弁護士、衆議院議員）
- 高倍権太郎（会社役員、弁護士） - 神戸弁護士会長山田作之助の義父。